# Thomas Holm
Thomas Holm (Oslo, 19 februari 1981) is een Noors voormalig voetballer die als centrale middenvelder speelde.
Holm begon bij Vålerenga IF en kwam op jonge leeftijd bij het Nederlandse sc Heerenveen waar hij debuteerde in het profvoetbal. Een echte doorbraak bleef uit en in het seizoen 2001/02 werd hij verhuurd aan BV Veendam. Holm keerde terug bij Vålerenga waarmee hij de Noorse voetbalbeker 2001 won en in 2005 landskampioen werd. In 2008 ging hij voor Molde FK spelen en een verhuur aan Tromsø IL kostte hem in 2011 een tweede kampioenschap. Holm sloot zijn loopbaan eind 2012 af bij Fredrikstad FK waarna hij als assistent-trainer bij Nordstrand IF aan de slag ging, maar in 2014 ook nog geregeld in het veld stond. Holm speelde tussen 2004 en 2005 in totaal vier keer voor het Noors voetbalelftal.

## Erelijst
Vålerenga IF
- Noors landskampioen

2005